# Thecaphora solani
Thecaphora solani är en svampart som beskrevs av Barrus 1944. Thecaphora solani ingår i släktet Thecaphora och familjen Glomosporiaceae.   Inga underarter finns listade i Catalogue of Life.